# Столкновение (фильм, 2004)
«Столкновение» (англ. Crash) — драма режиссёра Пола Хаггиса, которая была представлена публике на кинофестивале в Торонто в сентябре 2004 года, а в 2005 году фильм был выпущен в международный прокат. Картина достаточно неожиданно для многих критиков обошла в конкурсе «Оскара» за лучший фильм считавшуюся фаворитом ленту «Горбатая гора».
Трёхкратный лауреат премии «Оскар» и двукратный лауреат премии BAFTA, а также двукратный номинант на премию «Золотой глобус».

## Сюжет
Фильм состоит из нескольких коротких историй, объединённых через несколько автомобильных аварий, перестрелок и ограблений машин под одной общей темой — я, я в мире, я в обществе. Практически все персонажи вовлекаются в конфликты, в ходе которых должны пересмотреть свои убеждения. Зритель также вынужден постоянно менять свои оценки персонажей. В каждой из восьми сюжетных линий режиссёр, помимо основной проблемы, ставит также проблему расизма, столкновения разных культур. Через эпизоды с этими персонажами фильм показывает реальность жизни и взаимоотношений в ней. Сюжетные линии переплетаются, однако зритель может увидеть, насколько непредсказуем и жесток может быть мир.

## В ролях
| Актёр              | Роль                         |
| ------------------ | ---------------------------- |
| Дон Чидл           | детектив Грэм Уотерс         |
| Мэтт Диллон        | офицер Джон Райан            |
| Сандра Буллок      | Джин Кэбот                   |
| Брендан Фрэйзер    | Рик Кэбот                    |
| Райан Филлипп      | офицер Том Хансен            |
| Терренс Ховард     | Кэмерон Тайер                |
| Тэнди Ньютон       | Кристин Тайер                |
| Лудакрис           | Энтони                       |
| Дженнифер Эспозито | Риа                          |
| Майкл Пенья        | Дэниел                       |
| Карина Арройяве    | Элизабет                     |
| Бахар Сумех        | Дорри                        |
| Уильям Фихтнер     | Флэнэган                     |
| Кит Дэвид          | лейтенант Диксон             |
| Дато Бахтадзе      | Люсьен                       |
| Тони Данца         | Фред                         |
| Шон Тоуб           | Фархад                       |
| Лоретта Дивайн     | Шаниква Джонсон              |
| Дэниел Дэ Ким      | Пак                          |
| Билли Галло        | офицер Хилл                  |
| Марина Сиртис      | Шерин                        |
| Грег Йюнг Пайк     | Чой                          |
| Лоренц Тейт        | Питер Уотерс                 |
| Кэтлин Йорк        | офицер Джонсон               |
| Беверли Тодд       | мама Грэма                   |
| Джек Макги         | владелец оружейного магазина |

## Награды и номинации
| Премия                         | Категория                         | Имя                                                        | Результат |
| ------------------------------ | --------------------------------- | ---------------------------------------------------------- | --------- |
| Оскар                          | Лучший фильм                      | Пол Хаггис, Кэти Шульман                                   | Победа    |
| Оскар                          | Лучшая режиссура                  | Пол Хаггис                                                 | Номинация |
| Оскар                          | Лучшая мужская роль второго плана | Мэтт Диллон                                                | Номинация |
| Оскар                          | Лучший оригинальный сценарий      | Пол Хаггис, Роберт Мореско                                 | Победа    |
| Оскар                          | Лучший монтаж                     | Хьюз Уинборн                                               | Победа    |
| Оскар                          | Лучшая песня к фильму             | Кэтлин Йорк, Майкл Бекер («In the Deep»)                   | Номинация |
| BAFTA                          | Лучший фильм                      | Кэти Шульман, Дон Чидл, Боб Яри                            | Номинация |
| BAFTA                          | Лучшая режиссура                  | Пол Хаггис                                                 | Номинация |
| BAFTA                          | Лучшая мужская роль второго плана | Дон Чидл                                                   | Номинация |
| BAFTA                          | Лучшая мужская роль второго плана | Мэтт Диллон                                                | Номинация |
| BAFTA                          | Лучшая женская роль второго плана | Тэнди Ньютон                                               | Победа    |
| BAFTA                          | Лучший оригинальный сценарий      | Пол Харрис, Роберт Мореско                                 | Победа    |
| BAFTA                          | Лучшая операторская работа        | Джеймс Муро                                                | Номинация |
| BAFTA                          | Лучший монтаж                     | Хьюз Уинборн                                               | Номинация |
| BAFTA                          | Лучший звук                       | Ричард Ван Дайк, Сэнди Гендлер, Адам Дженкинс, Марк Фишман | Номинация |
| Золотой глобус                 | Лучшая мужская роль второго плана | Мэтт Диллон                                                | Номинация |
| Золотой глобус                 | Лучший сценарий                   | Пол Хаггис, Роберт Мореско                                 | Номинация |
| Премия Гильдии киноактёров США | Лучший актёрский состав           |                                                            | Победа    |
| Премия Гильдии киноактёров США | Лучшая мужская роль второго плана | Дон Чидл                                                   | Номинация |
| Премия Гильдии киноактёров США | Лучшая мужская роль второго плана | Мэтт Диллон                                                | Номинация |